# میگل ریان
میگل رِیان (اسپانیایی: Miguel Rellán‎؛ زادهٔ ۷ نوامبر ۱۹۴۲) بازیگر اهل اسپانیا است. وی نخستین هنرمند اسپانیایی است که موفق به دریافت «جایزه گویا برای بهترین بازیگر نقش مکمل مرد» (بابت نقش‌آفرینی در دایه عزیز)  شد.
از فیلم‌ها یا برنامه‌های تلویزیونی که وی در آن نقش داشته است، می‌توان به دایه عزیز، دل دیوانه، جنگل افسون‌شده، سفر به هیچ‌کجا، بگو چطور شد، دردسر قریب‌الوقوع، عقاب سرخ، خانواده سرانو، در ستایش زنان مسن، پیاده‌روی کنید، نینت، خون ماه مه، سرباز کوچک اسپانیایی، من وایرال شده‌ام، کاروسل حوالی ۱۹۵۰ و چندی بعد اشاره کرد.